# Bamikakou
Bamikakou ist ein Fluss auf Anjouan, einer Insel der Komoren in der Straße von Mosambik.

## Geographie
Der Fluss entspringt im Gebiet von Hamamboua im Südwesten von Anjouan. Die Quelle Source Bako-Chikélé liegt auf einer Höhe von 103 m. Zusammen mit weiteren Quellbächen verläuft er am Abhang der Küste nach Westen und mündet bald in die Straße von Mosambik.
Östlich und südlich schließt sich das Einzugsgebiet des Lingoni und des Mouavou an.